# Carl Muschenheim
Carl Muschenheim (* 4. Februar 1905 in New York City; † 27. April 1977 ebenda) war ein US-amerikanischer Mediziner (Pneumologie) und Experte für Tuberkulose.
Muschenheim studierte am Columbia College, wo er 1928 den Bachelor erwarb, und Medizin an der Columbia University (College of Physicians and Surgeons), wo er 1931 promovierte (M.D.). Als junger Arzt erkrankte er Anfang der 1930er Jahre schwer an Tuberkulose und beschloss sich danach deren Bekämpfung zu widmen. 1932 absolvierte er seinen Arzt im Praktikum (Internship) am New York Hospital und war dort 1933 bis 1935 Assistant Resident Physician. 1937/38 war er Chefarzt der Thoraxabteilung des Bellevue Hospital in New York und ab 1938 bis 1950 Attending Physician am New York Hospital, wo er die Pneumologie leitete. Ab 1938 war er Instructor, ab 1942 Assistant Professor, ab 1946  Associate Professor und ab 1960 Professor für klinische Medizin an der Cornell University (Medical College). 1973 wurde er emeritiert.
Ab 1943 war er in die Entwicklung der Chemotherapie von Tuberkulose mit Isoniazid eingebunden, was die Mortalitätsrate der Tuberkulose in den USA um 70 Prozent senkte. 1951 wurde er Vorsitzender der New York Tuberculosis and Health Association.
Seine Arbeit zur Tuberkulosebekämpfung brachte ihn auch in Verbindung mit Gesundheitsproblemen von Indianern und Eskimos. Er leitete das Gesundheitskomitee der Association of American Indian Affairs und sagte häufig vor Kongress-Komitees aus.
1955 erhielt er den Lasker~DeBakey Clinical Medical Research Award.

## Schriften
- mit Cranston W. Holman (Herausgeber): Bronchopulmonary Diseases and Related Disorders. In: Harper and Row, 1972.